# Firmo (Italia)
Firmo (Ferma in arbëreshe;) è un comune italiano di 1 803 abitanti della provincia di Cosenza in Calabria.
È situato sulla falda sud-est della catena appenninica che digrada verso il mar Ionio. Giace su un altopiano posto a 370 metri sul livello del mare e ha un'estensione territoriale di 11,7 km².
È un centro delle comunità albanese della Calabria, che mantiene lingua, rito religioso, cultura, usi e costumi degli antenati.

## Geografia
Firmo sorge sulla sommità di una collina con posizione panoramica, sulla piana di Sibari, con alle spalle la Catena del Pollino, alla destra della media valle del torrente Tiro, a soli 6 km dallo svincolo autostradale omonimo e dalla superstrada delle Terme di Sibari.

## Storia
Prima dell'arrivo degli Albanesi, il territorio dove oggi sorge Firmo era diviso in due parti: il casale di "Firmo Soprano"£ (arb. Ka Markasati), e il casale di "Firmo Sottano" (arb. Ka Këllogjeri). Dalla unione di entrambi i casali nacque "Firmo", così come lo conosciamo oggi. Nell’attuale centro abitato si trova un arco che divideva il paese nei due casali.
Il Casale di "Firmo Sottano" apparteneva ai padri Domenicani di Altomonte, in quanto avevano acquistato il terreno nel 1486 dal Re Ferdinando I di Napoli assieme all’autorizzazione a costruire il detto casale, il quale fu subito popolato da Albanesi, come risulta dai registri dei padri Domenicani di Altomonte dello stesso anno.
L'11 gennaio del 1503, nella sala capitolare del convento di S. Domenico di Altomonte, il priore, Domenico di Simari, alla presenza di altri nove religiosi concesse a una decina di Albanesi le capitolazioni riguardanti il loro insediamento. Al censimento di quell'anno risultano a "Fermo" nove pagliari  e i seguenti nomi: V. Dimitri De lo Preite, Giorgio, Nicolao, Petro, Tommaso, Joanne (tutti dello stesso cognome), V. pro Nicolao Molla, Alexio Busa, Joanne Scotari, G. De lo Preite lo Grande, G. Arajello, P. Damiano, Gaspare Scotari, Ant: De Io Preite, Augustino Frega, Lazzaro De Corso Joanne e Giorgio di Petro, Mart: e Tom: de lo Preite.
Se "Firmo Sottano" si mantenne costantemente sotto la giurisdizione dei Domenicani di Altomonte fino all’eversione della feudalità del 1806, diverso fu il destino di "Firmo Soprano" che apparteneva alla contea di Altomonte e quindi alla famiglia Sanseverino di Bisignano. Nel 1502, Berardino Sanseverino, 3º principe di Bisignano e 9º conte d’Altomonte dal 1495 al 1516, concesse la terra di "Firmo Soprano" al condottiero Alessio greco (anche Comite, † 1508) di Costantinopoli per l'edificazione di un casale di Albanesi o di Greci con il pagamento di tre carlini, una gallina, due uova e una giornata di fatica per ogni fuoco come diritto di casalenaggio.
Alessio Greco iniziò a programmare un insediamento, ma, ancor prima di mettere in atto il progetto, rinunciò all’impresa.
Il 14 marzo del 1508 ci fu la conferma del suffeudo di "Firmo Soprano" a Clara Comite, figlia del compianto "Alexii Comiti Constantinopolitani";
Dobbiamo aspettare il 1548 quando Cesare Greco, forse nipote di Alessio, avvalendosi delle concessioni firmate da suo nonno Alessio e dal principe di Bisignano nel 1502, iniziò a costruire le prime case di "Firmo Soprano".
Successivamente "Firmo Soprano" continuò a vivere in una situazione di incertezza, passando da una mano all'altra: verso la fine del XVI troviamo Francesco Campilongo (o Campolongo) di Altomonte, barone di Lungro. In seguito, "Firmo Soprano" passò in proprietà di Francesco Mazza (anche de Massa), poi di Lelio Salituro (anche Salituri), comandante d'armi e infine, per ragioni di matrimonio, a Giovanni Gramazeo, nella cui famiglia rimase fino all'eversione della feudalità nel 1806.
L'ordinamento amministrativo disposto dai francesi per legge del 19 gennaio del 1807, unì i due casali che presero il nome di "Firmo" e ne fece un "luogo", ossia "Università", del cosiddetto Governo di Lungro. Il successivo riordino, per decreto del 4 maggio 1811, istitutivo dei Comuni e dei Circondari, incluse Firmo nella circoscrizione di Altomonte; disposizione poi mantenuta nel riordino dal Borbone con la legge del 1816.

## Monumenti e luoghi d'interesse
- L'antico Convento dei domenicani (ka këllogjeri, ossia letteralmente "dal monaco") in Vico Trieste, punto di riferimento storico della nascita del paese; oggi Museo delle Arti e delle Tradizioni degli arbëreshë.

- La chiesa di Santa Maria Assunta in cielo in Via Alessandro Manzoni, costruita nel XVII secolo, che presenta una torre campanaria a pianta quadrata, munita di cella ottagonale cuspidata.

- La cappella dedicata alla Madonna di Aprile, in cui in rilevanza significativa assumono le funzioni religiose che si svolgono in rito greco-bizantino e le manifestazioni folcloristiche di maggio denominate "vallje" (balli) in cui si sfoggiano i costumi albanesi di gala.

- Chiesa di San Giovanni Crisostomo a Piano dello Schiavo in Via G. Stamati, a pianta bizantina, edificata alla fine degli anni settanta del XIX secolo per esigenza degli abitanti della contrada che per difficoltà di spostamento non potevano andare a messa nella parrocchia del paese.

## Società

### Evoluzione demografica
Abitanti censiti

### Lingue e dialetti
A Firmo, nonostante gli inserimenti della lingua italiana, si conserva ancora oggi l'uso della lingua arbëreshe (arbërisht). La lingua albanese è diversa dalla lingua oggi parlata in Albania, possiede termini più arcaici, poiché entrambe le lingue, specialmente quella d'Albania, hanno subito variazioni a contatto con culture differenti, anche se nella fonetica non esistono differenze sostanziali. La lingua arbëresh si è tramandata soprattutto in forma orale, ma oggi esistono nuove strutture culturali che ne fruiscono e la diffondono anche in forma scritta.

### Religione

#### Rito bizantino
Firmo ha mantenuto il rito della tradizione greco-bizantina, infatti appartiene all'Eparchia di Lungro degli Italo-Albanesi (1919). Il calendario liturgico differisce da quello romano avendo in sé peculiarità e festeggiamenti della tradizione orientale. L'Epifania (Pifania), la Settimana Santa (Java e Madhe), la Pasqua (Pashkët), il battesimo (pagëzim) e il rito del matrimonio (martesë) sono i tratti caratteristici e affascinanti del particolare rito ecclesiastico.

### Tradizioni e folclore

#### Costume
Il Costume tradizionale rischia oggi di scomparire. Oggi sono solo indossati dalle donne molto anziane, e in occasione delle vallje. Vi sono differenti tipi di costume Arbëresh: quello di gala, quello ordinario, quello di lutto e quello delle ragazze in attesa di marito.
Il costume di gala è quello più ricco, sia per i tessuti sia per la composizione. È costituito infatti da 14 pezzi: due sottogonne (dy sutavesta); una camicia lunga (linja), dal collo ampio e ricamato (miletti); una gonna lunga e ampia, plissettata e bordata (Kamizolla), con applicazioni ricamate in oro bianco (galluni); un'altra gonna azzurra o verde, anch'essa plissettata e bordata in oro giallo, da raccogliere al braccio a forma di ventaglio (coha); un bolerino azzurro, intessuto con fili d'oro, formanti complicatissimi motivi floreali, e applicazioni d'oro sui bordi delle maniche e sul dietro (xhipuni); le calze bianche (kalluciet t'bardha); le scarpe bianche (këpuct t'bardha); i boccoli di tela bianca per l'acconciatura (miçet); una striscia di tessuto rigido decorato d'oro (keza); e infine un nastro di velluto nero, con un ciondolo (birlloku); una catenina d'oro (llaci); gli orecchini (riqintë) e uno scialle rosso, ricamato con fili di seta gialla e nera (pani).
Il costume ordinario è, invece, meno sfarzoso. La bordatura della gonna è verde piuttosto che d'oro, e il corpetto è di panno nero, con decorazioni in corda bianca. Il costume di lutto porta una gonna di lana verde, con bordatura in oro giallo, sopra la gonna rossa. (Kandush) è il costume proprio delle ragazze nubili. L'estrema semplicità di questo abito lo rende quasi brutto: camicia bianca senza decorazioni al collo, gonna nera e bolerino nero. È quasi come se la ragazza in cerca di marito dovesse preservarsi dalla vista degli uomini, per cui l'abito non doveva renderla appetibile. Lo sfarzo, infatti, che a diversi gradi è presente negli altri costumi, è completamente assente in quello delle ragazze "da marito".
Il vestito di lutto è molto simile a quello ordinario tranne per alcuni componenti, quali sono il corpetto (xhipuni) ricamato di nero; la lunga camicia (linja) senza il merletto ma con dei panni che servono per coprire l'ampia scollatura; e la gonna nera (Kamizolla e zez). Veniva vestito nei funerali e nel venerdì Santo.

### Il vestito maschile
Il vestito maschile è andato perdendosi negli anni. Quasi carenti sono le testimonianze di questo vestito. L'unico costume maschile arrivato a noi è quello che s'indossa alle vallje che è composta da una camicia bianca (këmishë t'bardhë). Un giacchino di raso o di velluto senza maniche (Xhipuni), il fazzoletto di raso rosso.

#### Feste
In occasione dei festeggiamenti a San Giuseppe è consuetudine, la sera della vigilia, eregere enormi cataste di fascine in ogni rione e accese al rintocco della campana della chiesa principale. La prima domenica di maggio si festeggia Sant'Atanasio, patrono del paese. Si svolgono manifestazioni del folclore albanese con la partecipazione di gruppi provenienti dagli altri centri albanesi d'Italia e d'Albania, in costume tradizionale. È consuetudine, durante la commemorazione dei defunti, distribuire in chiesa dopo la Messa il grano bollito (Kolira).

## Amministrazione

### Gemellaggio
•  Montceau-les-Mines, dal 2019